# برنارد کایر
برنارد کایر (انگلیسی: Bernard Kyere؛ زادهٔ ۱ ژوئیهٔ ۱۹۹۵) بازیکن فوتبال اهل آلمان است.
از باشگاه‌هایی که در آن بازی کرده‌است می‌توان به باشگاه فوتبال اس‌سی فورتونا کلن و باشگاه فوتبال کایزرسلاوترن اشاره کرد.